# Conus mussatella
Conus mussatella é uma espécie de gastrópode do gênero Conus, pertencente a família Conidae.